# Écharcon
Écharcon  [eʃaʁsɔ̃] je francouzská obec v departementu Essonne v regionu Île-de-France. Leží 32 kilometrů jihovýchodně od Paříže.

## Jméno obce
Místo se postupně jmenovalo Eschercum, Escharcon a Echarcon. V roce 1793 vznikla obec pod současným názvem.

## Geografie
Sousední obce: Vert-le-Grand, Lisses, Mennecy, Vert-le-Petit a Fontenay-le-Vicomte.

## Památky
- kostel sv. Martina
- zámek z 18. století

## Vývoj počtu obyvatel
Počet obyvatel

## Vzdělání
Obec má jednu základní školu Jeana Satonneta.

## Doprava
Obec je dostupná autobusem.